# Bruno Seibt
Bruno Seibt (* 24. November 1856 in Jauer; † 1933) war ein deutscher Politiker (Zentrum).
Nach dem Besuch der Volksschule und des Gymnasiums studierte Seibt von 1874 bis 1877 Rechtswissenschaft an der Universität Breslau. 1877 legte er die Erste juristische Staatsprüfung ab, die Zweite folgte 1882. Ab 1884 war er Amtsrichter in Rosenberg, ab 1888 in Namslau, ab 1894 in Landeck und ab 1909 in Neiße.
Spätestens in der Zeit der Weimarer Republik begann Seibt sich politisch in der katholischen Zentrumspartei zu engagieren. Am 28. September 1922 zog er im Nachrückverfahren für den Abgeordneten Tomasz Szczeponik (1860–1926), der wegen seiner Annahme der polnischen Staatsangehörigkeit am 31. August ausgeschieden war, in den im Juni 1920 gewählten ersten Reichstag der Republik ein, dem er bis zum Erlöschen seines Mandates nach einer Nachwahl im Dezember desselben Jahres als Vertreter des Wahlkreises 10 (Oppeln) angehörte.